# Anna Záborská
Anna Záborská nata Neuwirthová (Zurigo, 7 giugno 1948) è una politica e medico svizzera naturalizzata slovacca.
Fa parte del partito Movimento Cristiano-Democratico. Dal 2004 è membro del Parlamento europeo, dove è parte del gruppo del Partito popolare europeo (PPE).

## Biografia
Dal 1966 al 1972 ha studiato medicina all'Università Comenio di Bratislava a Martin. 
Ha lavorato dal 1972 al 1998 come medico a Žilina, Béjaïa (Algeria) e a Prievidza.
Parla ceco, inglese, francese, tedesco, italiano, russo e slovacco.

### Politica
Il suo impegno politico fu fortemente influenzato da suo padre, il medico Anton Neuwirth (1921-2004), attivista dell'Azione Cattolica, prigioniero politico, membro del Parlamento, candidato presidenziale, presidente onorario del KDH e ambasciatore.
Nel Movimento Democratico Cristiano ha ricoperto l'incarico di vicepresidente per le relazioni internazionali dal 1999 al 2000. Dal 1998 al 2004 è stata membro del Consiglio nazionale, dove ha militato nel gruppo parlamentare misto UE-Slovacchia, il quale ha portato avanti l'adesione all'UE della Slovacchia nel 2004.
Nel 2003 è stata nominata osservatrice al Parlamento europeo.
Nel 2004 è stata eletta deputata al Parlamento europeo, dove è stata eletta presidente della commissione per i diritti delle donne e dell'uguaglianza di genere (2004-2009). Durante tale legislatura è stata anche membro della commissione per lo sviluppo del PE (2004-2009) e membro della delegazione all'Assemblea parlamentare paritetica ACP-UE (2004-2009).
Nel 2009 è stata rieletta all'EP. È rimasta membro della commissione per i diritti della donna e l'uguaglianza di genere (2009-2014) e membro della commissione per lo sviluppo del PE (2009-2014), nonché membro della delegazione del PE per le relazioni con il Canada (2009-2014) e della commissione speciale del Parlamento europeo sul crimine organizzato, la corruzione e il riciclaggio di denaro (2012-2014).
Nel 2014 è stata rieletta all'EP e diventa membro della commissione per l'industria, la ricerca e l'energia del PE.
Tra le altre, è stata relatrice delle seguenti relazioni del PE: Donne e povertà nell'Unione europea (A6-0273 / 2005, 22 settembre 2005), integrazione della dimensione di genere nel lavoro delle commissioni (A6-0478 / 2006, 22 dicembre 2006), Non discriminazione fondata sul genere e solidarietà intergenerazionale (A6-0492 / 2008, 10 dic 2008), Integrazione della dimensione di genere nei lavori delle sue commissioni e delegazioni (A6-0198 / 2009, 02 apr 2009).
Insieme al deputato europeo  Tiziano Motti, ha presentato nell'aprile 2010 una dichiarazione scritta del PE (P7_TA (2010) 0247), che ha chiesto al Consiglio dei ministri dell'UE e alla Commissione dell'UE di estendere la direttiva 2006/24 / CE per rendere possibile un "sistema di allerta precoce" sulla pedofilia. Nel giugno 2010 questo testo è stato adottato come testo ufficiale del PE dopo essere stato firmato da 371 deputati su 732 deputati.
È contro l'aborto. Il 24 gennaio 2011, ha parlato alla Marcia per la vita di Washington. Il 22 settembre 2013 è stata l'unica politica invitata a parlare alla Marcia per la vita di Košice.
Nel settembre 2014 ha nominato Louis Raphael I Sako (Patriarca cattolico caldeo di Babilonia) come candidato per il Premio Sakharov per i diritti umani del 2014.

### Vita privata
Il 10 luglio 1972 ha sposato l'architetto Vladimír Záborský da cui ha avuto due figli: Veronika, nata nel 1973, residente a Roma, ed Eva, nata nel 1976, residente a Bojnice.